# Institut national des sciences appliquées de Rennes
Die Institut national des sciences appliquées de Rennes (INSA Rennes) ist eine öffentliche französische Ingenieurhochschule, die 1966  mit Sitz in Rennes gegründet wurde.
Die Hochschule bildet Ingenieure mit einem multidisziplinären Profil aus, die in allen Bereichen der Industrie und des Dienstleistungssektors arbeiten. Die Schule ist Mitglied der Conférence des grandes écoles (CGE).

## Berühmte Absolventen
- Jérémy Roy (* 1983), ein ehemaliger französischer Radrennfahrer